# Morfofonológia
A morfofonológia a nyelvészet azon ága, amely területe a morfológia (alaktan) és a fonológia közös határövezetében helyezkedik el. Azon fonológiai tényezőket tanulmányozza, amelyek a morfémákra, illetve azokat a nyelvtani tényezőket, amelyek a fonémákra hatnak. Területéhez tartoznak a morfémák fonológiai felépítése, a morfémaváltozatok fonológiai különbségei és a morfémak érintkezési pontján bekövetkező fonológiai változások.

## Morfofonológiai jelenségek
A morfofonológiai jelenségek allomorfok kategóriáját eredményezik, azaz morfofonológiai morfémaváltozatokat. Fonológiai allomorfjaik lehetnek úgy szótöveknek, mint toldalékoknak.

### Tőhangváltás
A tőhangváltás a tőmorfémákat érintő alternáció (váltakozás). Létezik egyrészt független tőhangváltás, azaz amely nincs toldalék hozzáadásával egybekötve. Ez funkciós váltakozás, amellyel toldalék nélkül fejeznek ki nyelvtani kategóriákat. Inkább a flektáló nyelvekre jellemző, és belső flexiónak hívják. A magyar nyelvben ritkán fordul elő. Másrészt van toldalék hozzáadásával egybekötött tőhangváltás, amelyet a toldalék maga is okozhat. A magyarban többnyire az utóbbi van meg.

### Toldalékbeli alternáció
Egyes esetekben a toldalék igazodik fonológiailag a szót alkotó többi morfémához. Példa erre az egyes nyelvekre jellemző magánhangzó-harmónia. Ilyenek a finnugor nyelvek (magyar, finn, észt stb.), a török nyelvek (török, kazah stb.) és egyéb nyelvek is. Alapelve az, hogy a toldalékok legalább egy részének minimum két, különböző magánhangzók adta változata van, és az egyiket vagy a másikat úgy választják ki, hogy a magánhangzója ugyanahhoz a kategóriához tartozzon, mint a szó összes többi vagy az egyik magánhangzója. Például a magyarban, a finnben és a törökben a tekintetbe vett magánhangzó-kategóriák a magas hangrendűeké és a mélyhangrendűeké, a harmóniának pedig bizonyos szabályai vannak, valamint kivételek is ezek alól. Példák:
- A magyarban van például az -ú/-ű képző, amely első változata mély hangrendű, a második pedig magas hangrendű. A mély hangrendű magánhangzós tövekhez az első képzőváltozat járul (lábú, ruhájú), a magas hangrendű magánhangzósokhoz pedig a második: kezű, cipőjű.[2]
- A finn nyelvben példa a magánhangzó-harmónia alkalmazására a -ban/-ben-nek megfelelő rag hozzáadása. Ennek változatai -ssä (magas hangrendű magánhangzós) és -ssa (mély hangrendűs), következésképpen: metsä ’erdő’ → metsässä ’erdőben’, talo ’ház’ → talossa ’házban’.[3]
- A törökben a főnév többes számú alakját a -ler (magas hangrendű magánhangzós), illetve a -lar (mély hangrendűs) toldalékváltozattal alkotják. Ezek szerint a következő szavak többes számú alakja a következő: ev ’ház’ → evler ’házak’, at ’ló’ → atlar ’lovak’.[4]

Példa morfémák érintkezési pontján bekövetkező morfofonológiai jelenségre a magyarban a -val/-vel rag v-jének hasonulása a előtte álló morféma végmássalhangzójához (lábbal, kézzel, dallal, filccel stb.). Az angol nyelvben is létrejönnek hasonulás következtében toldalékváltozatok, amelyek nem jelennek meg írásban, például:
- főnevek többes számú alakjában: /s/ (cats ’macskák’) ~ /z/ (dogs ’kutyák’) ~ /ɪz/ (horses ’lovak’);
- igék múlt idejű alakjában: /d/ (stayed ’maradt’) ~ /t/ (heaped ’felhalmozott’).